# Clara van Montefalco

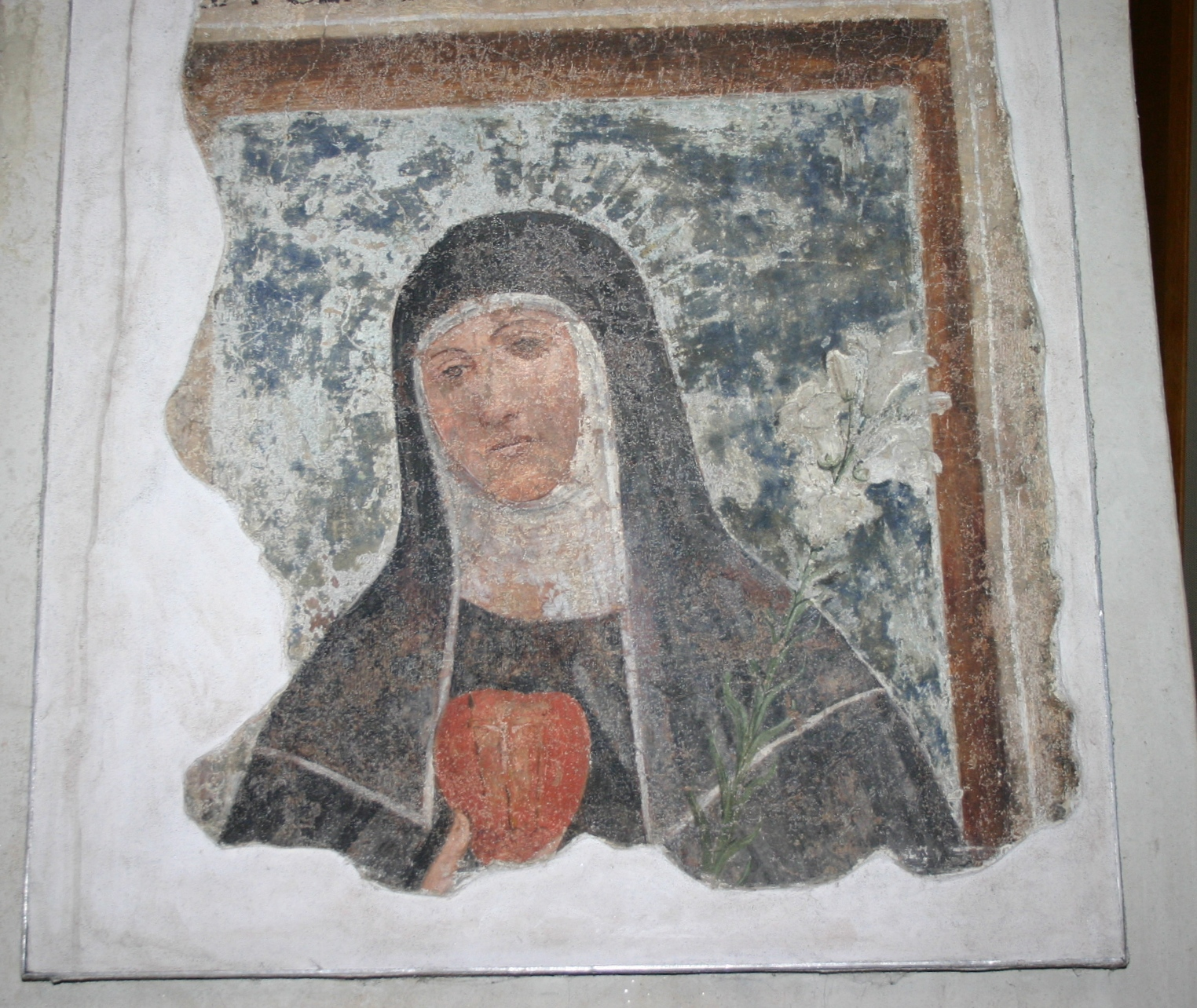
Sint Clara

Clara van Montefalco (O.S.A.) (Montefalco, 1268 - aldaar, 17 augustus 1308) was een middeleeuwse mystica en is een rooms-katholieke heilige.

## Levensloop
Ze werd geboren in de buurt van Perugia en heeft er haar hele leven gewoond. Op zesjarige leeftijd trad zij toe tot de kluis waarin haar zuster Johanna reeds met enige andere vrouwen woonde. In 1290 verhief de bisschop van Spoleto de kluis tot klooster volgens de regel van Augustinus. Na de dood van Johanna op 22 november 1291 werd Clara tot abdis van het klooster gekozen. Zij vervulde dit ambt tot aan haar dood.
In Clara van Montefalco gingen ascese en liefde voor de armen samen. Daarnaast was zij bekend om haar goede raad, waar veel grote theologen om kwamen vragen. In haar spiritualiteit treft men naast Augustijns gedachtegoed ook franciscaanse kenmerken aan. Haar spreuk: "Laat wie het kruis van Christus zoekt, mijn hart nemen. Daar zal men de lijdende Heiland vinden." werd letterlijk opgevat. Toen na haar dood haar hart werd onderzocht, vond men er een afdruk van het kruis van Christus in.

## Verering
Clara geniet sinds haar dood grote verering in Montefalco en in de augustijnse kloosterfamilie. Zij werd door paus Leo XIII heilig verklaard in 1881. Haar feestdag is op 17 augustus.